# Bobrza (wieś)
Bobrza – wieś w Polsce położona w województwie świętokrzyskim, w powiecie kieleckim, w gminie Miedziana Góra, nad Bobrzą.
| SIMC    | Nazwa  | Rodzaj    |
| ------- | ------ | --------- |
| 0252084 | Baraki | część wsi |

W latach 1975–1998 miejscowość administracyjnie należała do województwa kieleckiego.
10 czerwca 1863 r. miała tu miejsce potyczka Powstania Styczniowego zwycięska dla polskiego oddziału powstańczego dowodzonego przez pułkownika Dionizego Czachowskiego.
Urodził się tu Henryk Chyb (ur. 20 lutego 1898, zm. 24 września 1964 w Jaworze) – polski rolnik, działacz chłopski, polityk, poseł na Sejm w II RP.

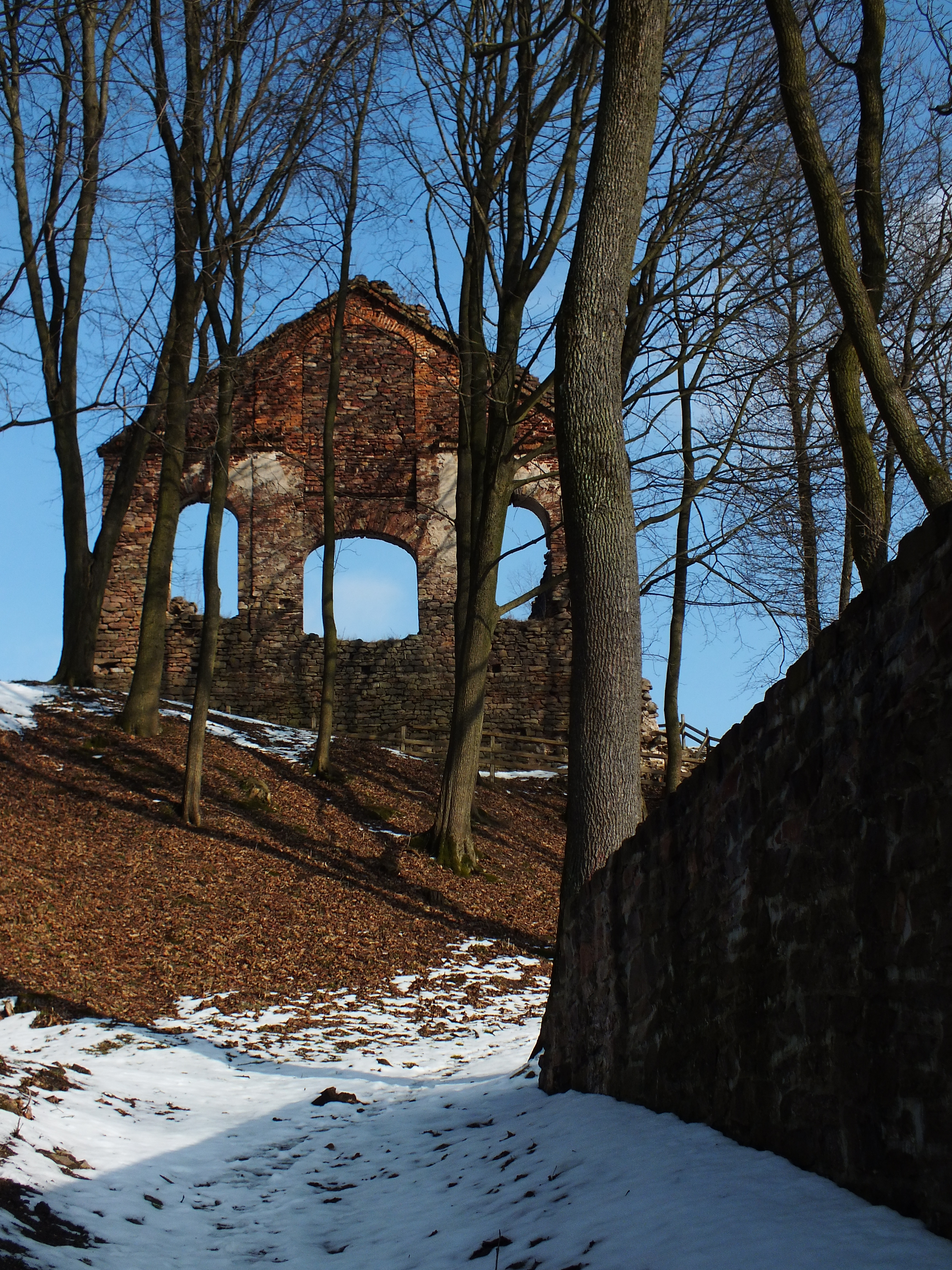

## Zabytki
Pozostałości Zakładów Wielkopiecowych wraz z przyległym osiedlem pracowniczym, zbudowanych w latach 1828–1831, budowę tej największej wówczas polskiej huty z 5 wielkimi piecami przerwał upadek Powstania Listopadowego; całość otoczona okazałym murem oporowym o długości ok. 400 m i wysokości do 15 m.
W skład zespołu pozostałości zakładu wielkopiecowego, wpisanego do rejestru zabytków nieruchomych (nr rej.: A.419/1-5 z 20.12.1965) wchodzą: ruiny dawnej węgielni i hali przygotowania wsadu, dom zawiadowcy zakładu, mur oporowy oraz układ wodny.

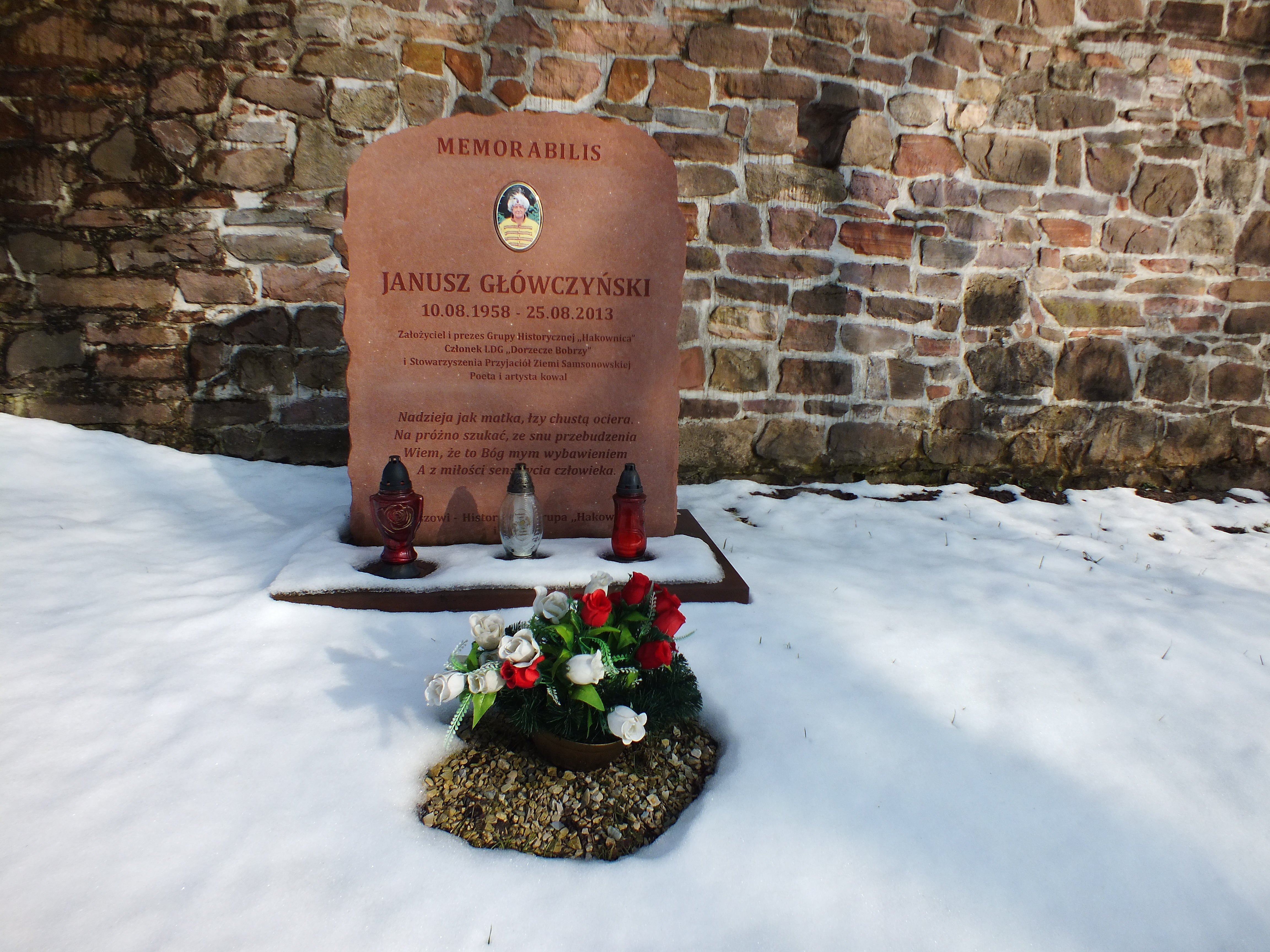